# Popov
Popov je priimek več oseb ruskega, ukrajinskega, beloruskega, bolgarskega, makedonskega ali srbskega porekla (ženska oblika = Popova, razen pri Srbih)
- Albert Popov (*1997), bolgarski alpski smučar
- Aleksander Stepanovič Popov (1859—1905), ruski fizik, eden izmed pionirjev radijske tehnike
- Aleksej D. Popov (1892—1961), ruski (sovj.) gledališki igralec, režiser, teoretik in pedagog
- Aleksej Fjodorovič Popov, sovjetski general
- Andrej Aleksejevič Popov (1918—1983), ruski igralec in gledališčnik
- Andrej Andrejevič Popov (1832—1896), ruski slikar in grafik
- Andrej Vladimirovič Popov (1939—2009), ruski nevroetolog (entomolog) in akademik
- Berislav Popov, polkovnik JLA, napadalec na Slovenijo (Gor. Radgona)
- Blagoj Popov (1902—1968), bolgarski komunist in politični zapornik (taboriščnik) v SZ
- Blagoj S. Popov (1922—?), makedonski matematik, univerzitetni profesor in akademik
- Blagoja Popov (1920—1992), makedonski politik
- Boris Popov (1880—po 1945), operni pevec - baritonist ruskega rodu, mdr. v Ljubljani
- Boris Andrejevič Popov (1937—2001), ruski grafik
- Boris Nikanorovič Popov (1909—2001), ruski slikar, grafik in scenograf
- Boris Nikitič Popov (*1941), ruski (sovjetski) vaterpolist
- Dimităr (Iliev) Popov (Pokriva) (1927-2015), bolgarski pravnik in politik
- Dimitrij Dimitrijevič Popov, sovjetski general
- Dimitrij Fjodorovič Popov, sovjetski general
- Dušan Popov (1912—1981), srbski poslovnež in vohun
- Galina Popova (*1932), ruska atletinja
- Georgi (Dimitrov) Popov (*1944), bolgarski nogometaš
- Igor Aleksandrovič Popov (1927–1999), ruski slikar
- Igor Popov (*1970), ukrajinski odbojkar
- Igor Popov, makedonski diplomat (veleposlanik v Sloveniji)
- Ilija Popov, slov.? violist
- Irena Novak - Popov (*1952), slovenska literarna zgodovinarka
- Ivan Kondratevič Popov, sovjetski general
- Josif Ivanovič Popov, sovjetski general
- Jurij Popov, slovenski novinar, fotograf, publicist
- Leonid I. Popov (*1945), ruski (sovjetski) kozmonavt
- Liza (Jelisaveta) Popova (1883—?), sporanistka ruskega rodu (med vojnama v Beogradu)
- Ljubomir Popov, bolgarski smučar
- Ljubov Popova (1889–1924), ruska slikarka
- Lukijan Popov (1873–1914), ruski slikar
- Markian Mihailovič Popov, sovjetski general
- Matvej Timofejevič Popov, sovjetski general
- Mitja Popov, slov.? koreograf
- Nebojša Popov (1939—2016), srbski sociolog
- Nikolaj Konstantinovič Popov, sovjetski general
- Oleg K. Popov (1930—2016), najslavnejši sovjetski/ruski klovn in akrobat (cirkuški umetnik)
- Oleksandr Popov (1852–1919), ukrajinski slikar
- Olga Popov (1913—?), srbska pianistka
- Olga Popovam (*1988), ruska igralka
- Raša (Radivoj) Popov (1933—2017), srbski publicist, pesnik, pisatelj, esejist, TV-novinar, dramatik in igralec
- Roza Popova (1879—1949), bolgarska igralka
- Sofka Popova (*1953), bolgarska atletinja
- Stepan Jefimovič Popov, sovjetski general
- Trajče Popov (1923—2007), makedonski filmski režiser, snemalec in scenarist
- Vasil Popov, bolgarski igralec
- Vasilij Stepanovič Popov, sovjetski general
- Venjamin Nikolajevič Popov (1869–1945), ruski slikar
- Vladimir Popov (*1952), ruski hokejist
- Zinaida Popova (1929–2017), ruska jezikoslovka